# ساینوترنس
ساینوترنس (انگلیسی: Sinotrans Limited) شرکت کشتیرانی چینی است، که در سال ۲۰۰۲ تأسیس شد.